# Carlos José Castilho
Carlos José Castilho (Rio de Janeiro, 27 de novembre de 1927 - Rio de Janeiro, 2 de febrer de 1987) fou un futbolista brasiler de la dècada de 1950.

## Trajectòria
Pel que fa a clubs, destacà al Fluminense on jugà entre 1947 i 1964. Amb la selecció del Brasil jugà a quatre Mundials: 1950, 1954, 1958 i 1962, però només disputà tres partits, el 1954. També fou un destacat entrenador de futbol.